# Norbert Mucksch
Norbert Mucksch (* 1960) ist ein deutscher Sozialarbeiter, Pastoralpsychologe, Supervisor und Erwachsenenbildner. Seit 2010 leitet er den Fachbereich „Sterbe- und Trauerbegleitung“ an der Kolping-Bildungsstätte in Coesfeld. Neben dieser Tätigkeit ist er freiberuflich als Fortbildner, Supervisor, Trauerbegleiter sowie als Fachbuchautor und Rezensent tätig.

## Leben
Nach einem Studium der Katholischen Theologie an der Universität Münster und der Sozialen Arbeit an der FH Münster in den Jahren 1982 bis 1988 – jeweils mit dem Diplom-Abschluss – erwarb Mucksch diverse Zusatzqualifikationen als Supervisor (Deutsche Gesellschaft für Supervision), Psychodramaleiter, Pastoralpsychologe (Deutsche Gesellschaft für Pastoralpsychologie) und Qualifizierender in Trauerbegleitung (BVT).
Nach beruflichen Stationen im klinischen Sozialdienst am Universitätsklinikum Münster (UKM) und im Arbeitsfeld der gesetzlichen Betreuung wechselte er in den Bereich der Erwachsenbildungsarbeit. Daran schloss sich eine mehr als 10-jährige Mitarbeit im klinischen Sozialdienst in einem Allgemeinkrankenhaus in Münster an, bevor er im Jahr 2010 die Leitung des Fachbereiches Sterbe- und Trauerbegleitung an der Heimvolkshochschule Kolping Bildungsstätte Coesfeld übernahm. Diese Tätigkeit übte er bis zum 1. August 2024 aus. Nebenberuflich ist er seit 2008 als Lehrbeauftragter an der Katholischen Hochschule NRW, Abteilung Münster, tätig.
Ehren- und nebenamtlich qualifizierte und engagierte er sich in der Telefonseelsorge seiner Heimatstadt Münster als Mitarbeiter in der telefonischen Beratung und in der Leitung von Fallbesprechungsgruppen.
Norbert Mucksch ist verheiratet und lebt in Münster.

## Mitarbeit in Fachverbänden
- Bundesverband Trauerbegleitung (Vorstandsmitglied von 2014 bis 2020)
- Deutsche Gesellschaft für Pastoralpsychologie (DGfP) in der Sektion 'Personzentrierte Psychotherapie und Seelsorge – PPS
- Deutsche Gesellschaft für Supervision (DGSv)
- Gesellschaft für Personzentrierte Psychotherapie und Beratung (GwG)

## Schriften
- Klientenzentrierte Trauerbegleitung als Tätigkeitsfeld sozialer Arbeit. Münster 1991, ISBN 978-3-88660-792-1
- Trauernde hören, wertschätzen, verstehen – Die personzentrierte Haltung in der Begleitung. Göttingen 2015, 2. Auflage 2018  ISBN 978-3-525-40255-9
- Frieden schließen – Die Bedeutung der Versöhnung in der Trauerbegleitung. Göttingen 2017, ISBN 978-3-525-40285-6
- Männer trauern als Männer – Praxisbuch für eine genderbewusste Trauerbegleitung (gemeinsam mit Traugott Roser). Göttingen 2023, ISBN 978-3-525-40796-7